# Гавин и Стейси
Гавин и Стейси (на англ. Gavin & Stacey) е британски телевизионен ситком, който следва връзката на Гавин (Матю Хорн) от Билърики в Есекс, Англия и Стейси (Джоана Пейдж) от Бари във Вейл ъф Гламорган, Уелс. Създателите на шоуто, актьорите Джеймс Кордън и Рут Джоунс също играят в него като двамата приятели на главните герои - Смити и Неса. Други актьори включват Роб Брайдън, Алисън Стедман, Лари Ламб и Мелъни Уолтърс.
Шоуто е продуцирано от Baby Cow Productions за BBC Wales. Има общо 20 епизода, започвайки от 13 май 2007 г. до 1 януари 2010 г., които се състоят в три сезона и специален коледен епизод. Първоначално сериалът се излъчва само по BBC Three, но поради ръст в зрителите се мести по BBC Two, а накрая и по BBC One. Последните епизоди на трети сезон формират значителна част от прайм-тайма на BBC и са излъчени на 25 декември 2009 г. и на Нова Година 2010.

## Сюжет
Шоуто проследява връзката на Гавин от Билърики в Есекс и Стейси от Бари във Вейл ъф Гламорган. Първоначално Гавин живее с родителите си Пам и Мик и прекарва времето си с най-добрия си приятел Смити. Стейси живее с овдовялата си майка Гуен, но често са посещавани и от чичо ѝ Брин и най-добрата ѝ приятелка Неса. Сериалът проследява ключовите моменти във връзката им; първата им среща, срещата със семействата им, сгодяването, сватбата, търсене на къща и работа и опитите им Стейси да зачене.

## Герои

### Главни герои
- Гавин „Гав“, „Гавлар“ или "Гавилар Шипман (Матю Хорн) - главеният герой, който живее в Билърики, Есекс, Англия.
- Стейси „Стейс“ Уест (Джоана Пейдж) - главната героиня, приятелка на Гавин от Бари, Уелс.
- Нийл „Смити“ Смит (Джеймс Кордън) – най-добрият приятел на Гавин, също живее в Билърики.
- Ванеса Шанеса „Неса“ Дженкинс (Рут Джоунс) – най-старата и добра приятелка на Стейси, също от Бари.
- Майкъл „Мик“ Шипман (Лари Ламб) – добрият и разбран баща на Гавин
- Памела Андреа „Пам“ Шипман (Алисън Стедман) – грижовната майка на Гавин
- Чичо Брин Уест (Роб Брайдън) – грижовният, но наивен чичо на Стейси, девер на Гуен.
- Гуен Уест (Мелъни Уотърс) – овдовялата майка на Стейси. Има и друг син на име Джейсън.

### Поддържащи герои
- Джейсън Уест (Робърт Уилфорд) – гей брата на Стейси, който живее в Испания
- Доун Сътклиф (Джулия Дейвис) – приятелка на сем. Шипмън, която постоянно спори със съпруга си Пийт на публични места
- Питър „Пийт“ Сътклиф (Ейдриън Скайбороу) – съпруг на Доун и приятел на Мик и Пам
- Дейвид Лойд „Дейв“ Гуч (Стефан Родри) – местният шофьор на автобус, по-късно годеник на Неса. Появява се в първи епизод, когато Стейси отива в Лондон на срещата си с Гавин.
- Дорис (Маргарет Джон) – стара жена, приятелка и съседка на Гуен и семейството й
- Рут „Руди“ Смит (Шеридън Смит) – сестрата на Смити, работи в ресторант за бърза храна и обича да ѝ викат „Смити“
- Дик Пауъл (Гуинфор Робъртс) – единственият човек в Бари, който говори уелски, продавач на месо